# Bau (île)
Pour les articles homonymes, voir Bau.
L'île de Bau [mbau] est une petite île d'environ 8 hectares située à quelques centaines de mètres de la côte est de Viti Levu, dans la province de Tailevu. 
L'île a une importance historique et politique particulière aux Fidji, puisque c'est de celle-ci que sont originaires Tanoa Visawaqa et son fils Seru Epenisa Cakobau, les deux grands chefs (ratu) qui devaient unifier sous leur contrôle l'ensemble de l'archipel. Le fidjien standard d'aujourd'hui est du reste issu du bauan, la langue parlée sur cette île. 
Bau est aujourd'hui habité par environ 200 personnes bien qu'il soit estimé qu'elle fut à une époque peuplée de près de 3 000 personnes. Revêtant toujours un caractère sacré aux yeux d'un grand nombre de Fidjiens, l'île est interdite aux étrangers à moins d'une autorisation spéciale.
L'île est le lieu de naissance de Frank Bainimarama.